# Aubignosc
Pour les articles homonymes, voir Aubignosc (homonymie).
Aubignosc est une commune française, située dans le département des Alpes-de-Haute-Provence en région Provence-Alpes-Côte d'Azur.

## Géographie

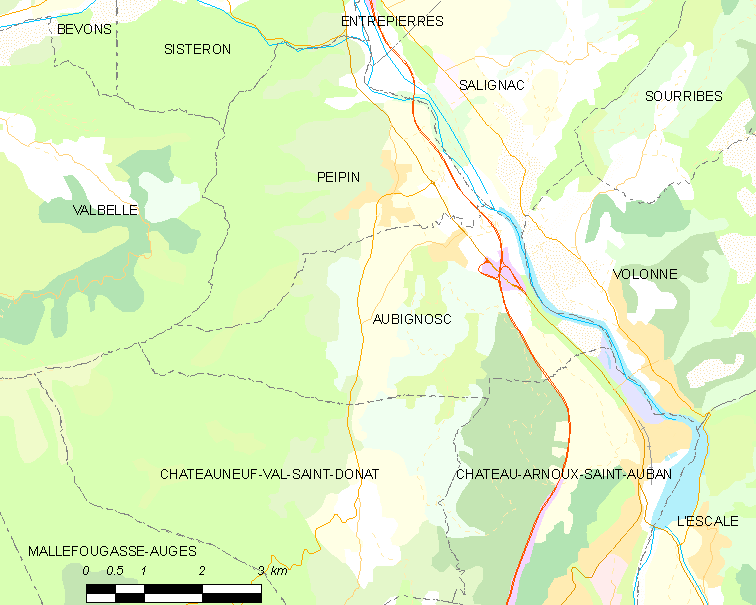
Aubignosc et les communes voisines (cliquez sur la carte pour accéder à une grande carte avec la légende).

Les communes limitrophes d’Aubignosc sont Peipin, Salignac, Volonne, Château-Arnoux-Saint-Auban, Châteauneuf-Val-Saint-Donat et Valbelle.
La population est répartie essentiellement entre deux noyaux, le Forest qui est l’ancien hameau chef-lieu, et Aubignosc, qui est une agglomération nouvelle constituée essentiellement de pavillons.

### Géologie

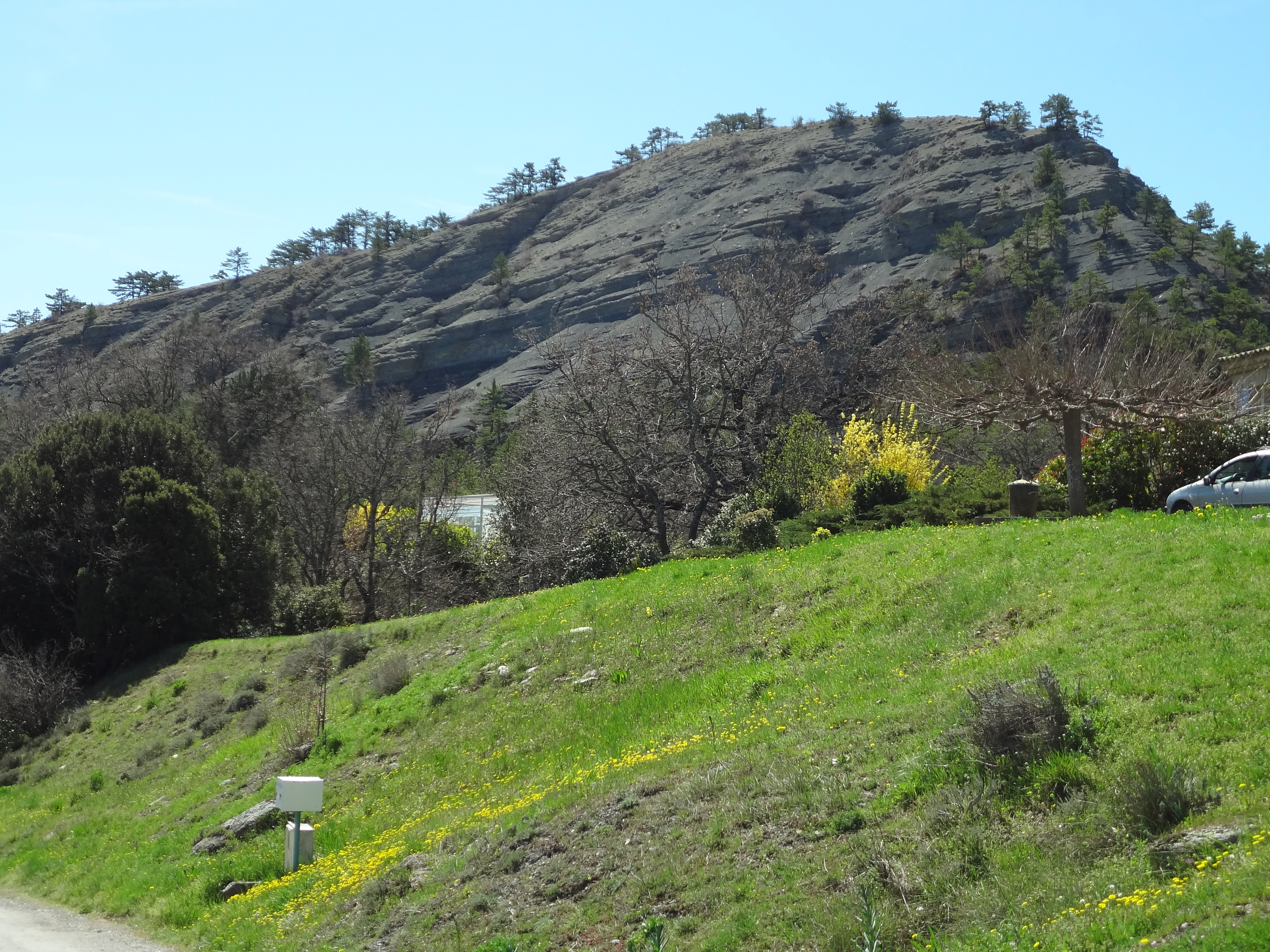
Une colline formée de bancs alternés de calcaire et d’argile.

Massif des Alpes et localisation des Baronnies et des Préalpes de Digne.

Le territoire se situe en limite est de la montagne de Lure, sur des formations calcaires provençales du Jurassique supérieur et du Crétacé inférieur (roches sédimentaires issues d'un ancien océan alpin), entre plusieurs formations géologiques majeures des Alpes :
- les chaînons de Lure, marqués par de nombreuses failles nord-ouest - sud-est ;
- la faille de la Durance au sud-est, dans la vallée.

### Hydrographie

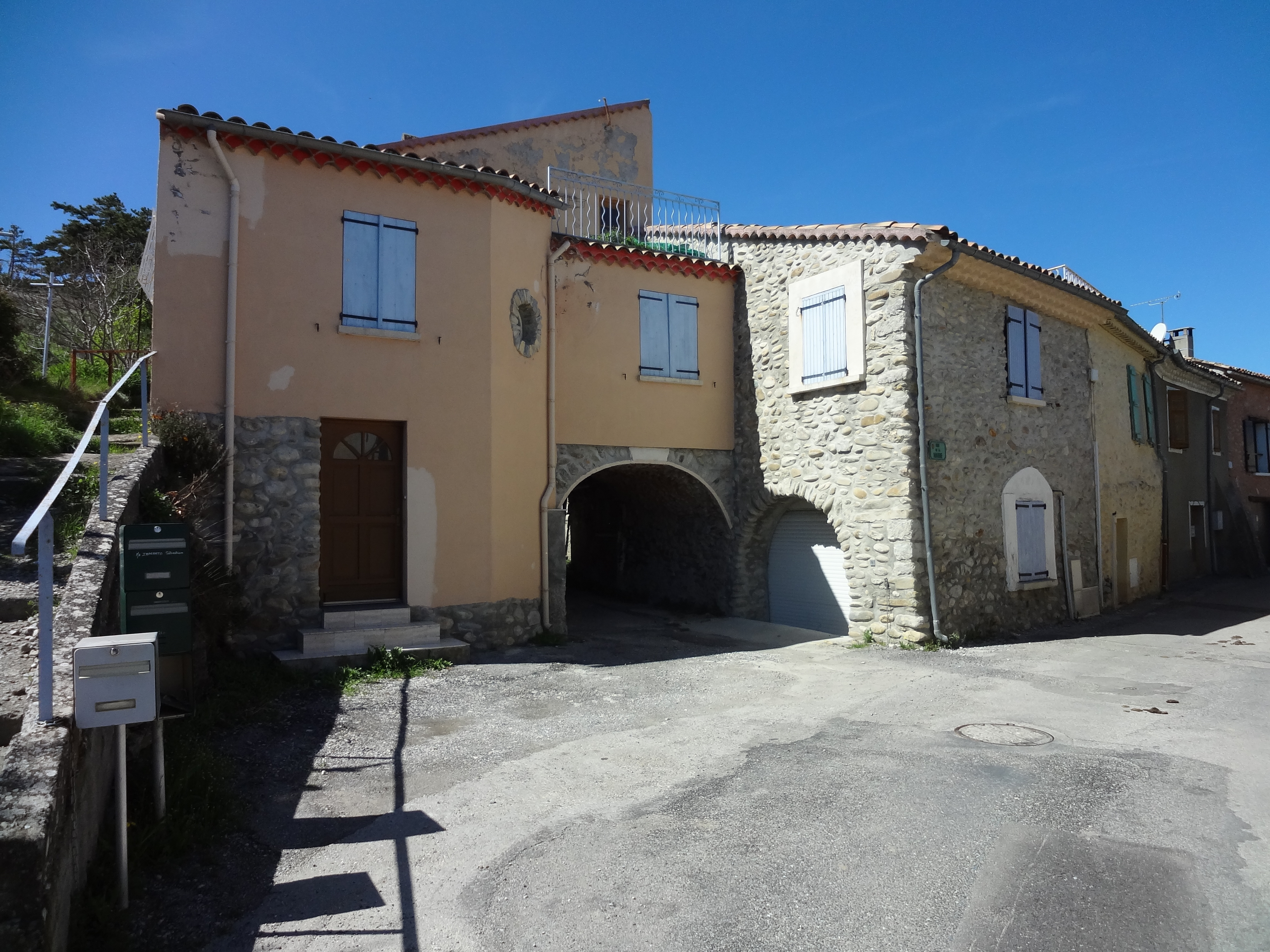
Maisons anciennes rénovées au village.

Le territoire communal est bordé à l'est par la Durance ; c'est une rivière à la fois alpine et méditerranéenne, à la morphologie bien particulière. Elle est dite « capricieuse », et était autrefois redoutée pour ses crues (elle était appelée le 3e fléau de la Provence) aussi bien que pour ses étiages. Plusieurs ruisseaux intermittents ruissellent des pentes et de la gorge de la Faillée (est de la montagne de Lure), ainsi que de la forêt domaniale du Prieuré. Ils se jettent dans le ruisseau du Riou ou le ravin de Maurieu, affluents de la Durance.

### Topographie
Situé dans la partie ouest de la vallée de la Durance, le territoire est marqué par des reliefs creusés de petits ravins, et par la forêt en partie sud. La partie ouest est constituée des premières pentes de la chaine de la montagne de Lure, montagne qui constituait autrefois une frontière linguistique entre deux variétés de la langue occitane.
Le village est situé à 460 m d’altitude, sur le versant est de la vallée de la Durance. Le territoire est à la frontière des préalpes de Digne, à l'est, et des Baronnies, à l'ouest. L'altitude varie sur le territoire communal de 432 mètres à 1 330 mètres (est de la montagne de Lure, dont le sommet est à 1 826 mètres, entre Cruis et Noyers-sur-Jabron ; elle correspondait autrefois à une frontière linguistique entre deux variétés de la langue occitane). Au sud du village, des collines au relief creusé de vallons et petits ravins dépassent les 600 mètres. Le ravin de Redonnette, le Ravin de Maurieu, le ravin des Côtes chaudes, le ravin du Trou du loup et le vallon du Grand Champ se succèdent du nord au sud le long de ces collines.

### Environnement
La commune compte 734 ha de bois et forêts.

### Transports
La commune se situe entre Forcalquier (au sud-ouest), Digne-les-Bains à l'est et Gap plus loin au nord.
L'autoroute A 51 Val de Durance passe en limite est dans la vallée ; la sortie 21 Aubignosc. permet de rejoindre le village, et l'aire de service d'Aubignosc la prolonge. L'axe routier va vers Gap au nord et Aix-en-Provence au sud. La RN 85 (route Napoléon) est également implantée à l'est, le long de la Durance. La D 503 passe dans le village, et la D 951 à l'ouest.
Une gare ferroviaire desservie par les TER (Marseille - Briançon) se situe à Sisteron, ainsi qu'une gare routière. Des cars assurent les liaisons Digne-les-Bains - Château-Arnoux - Veynes ainsi que Digne - Avignon.
L'aérodrome de Sisteron-Thèze se situe à une vingtaine de kilomètres au nord, à Vaumeilh.
Un chemin de petite randonnée (itinéraire équestre) traverse la commune du nord au sud.

### Risques naturels et technologiques
Aucune des 200 communes du département n'est en zone de risque sismique nul. Le canton de Volonne auquel appartient Aubignosc est en zone 1b (risque faible) selon la classification déterministe de 1991, basée sur les séismes historiques
, et en zone 4 (risque moyen) selon la classification probabiliste EC8 de 2011. Plus au sud, le long de la faille de la Durance, les cantons de Peyruis, Les Mées, Manosque-Nord, Manosque-Sud-Est, Manosque-Sud-Ouest et Valensole sont en zone 2 (risque moyen). La commune d’Aubignosc est également exposée à trois autres risques naturels :
- feu de forêt,
- inondation (dans la vallée de la Bléone),
- mouvement de terrain : la commune est presque concernée par un aléa moyen à fort sur une partie importante de son territoire[10].

La commune d’Aubignosc est également exposée aux risques technologiques :
- risque de rupture de barrage (la vallée de la Durance serait submergée par la vague en cas de rupture du barrage de Serre-Ponçon)[12] ;
- risque lié aux transports de matières dangereuses, par rail, route et canalisations. Il s’agit du transport de matières premières à destination ou de produits finis en provenance des usines Arkema de Saint-Auban[13]. Ces transports sont susceptibles d’utiliser l’autoroute A51, la route nationale 85) ou la ligne ferroviaire Lyon-Marseille par Grenoble[14]. Enfin, les canalisations Transalpes et Transéthylène servent à acheminer de l’éthylène et traversent la commune[15],[16].

Le plan de prévention des risques naturels prévisibles (PPR) n’existe pas pour la commune, mais un plan des surfaces submersibles datant de 1961 en fait office et le Dicrim n’existe pas non plus.
La commune a été l’objet de plusieurs arrêtés de catastrophe naturelle pour des inondations et des coulées de boue en 1994 et 1998. Le tremblement de terre ressenti de manière la plus sensible à Aubignosc est celui de Lambesc, le 11 juin 1909.

### Climat
Pour des articles plus généraux, voir Climat de Provence-Alpes-Côte d'Azur et Climat des Alpes-de-Haute-Provence.
En 2010, le climat de la commune est de type climat méditerranéen altéré, selon une étude du Centre national de la recherche scientifique s'appuyant sur une série de données couvrant la période 1971-2000. En 2020, Météo-France publie une typologie des climats de la France métropolitaine dans laquelle la commune est exposée à un climat de montagne ou de marges de montagne et est dans la région climatique Alpes du sud, caractérisée par une pluviométrie annuelle de 850 à 1 000 mm, minimale en été.
Pour la période 1971-2000, la température annuelle moyenne est de 12 °C, avec une amplitude thermique annuelle de 17,5 °C. Le cumul annuel moyen de précipitations est de 833 mm, avec 6,4 jours de précipitations en janvier et 4,2 jours en juillet. Pour la période 1991-2020, la température moyenne annuelle observée sur la station météorologique de Météo-France la plus proche, « Saint-Auban », sur la commune de Château-Arnoux-Saint-Auban à 5 km à vol d'oiseau, est de 13,4 °C et le cumul annuel moyen de précipitations est de 714,2 mm. 
La température maximale relevée sur cette station est de 42,2 °C, atteinte le 28 juin 2019 ; la température minimale est de −13,4 °C, atteinte le 10 janvier 1985,,.
Les paramètres climatiques de la commune ont été estimés pour le milieu du siècle (2041-2070) selon différents scénarios d'émission de gaz à effet de serre à partir des nouvelles projections climatiques de référence DRIAS-2020. Ils sont consultables sur un site dédié publié par Météo-France en novembre 2022.

## Urbanisme

### Typologie
Au 1er janvier 2024, Aubignosc est catégorisée bourg rural, selon la nouvelle grille communale de densité à 7 niveaux définie par l'Insee en 2022.
Elle est située hors unité urbaine. Par ailleurs la commune fait partie de l'aire d'attraction de Sisteron, dont elle est une commune de la couronne,. Cette aire, qui regroupe 21 communes, est catégorisée dans les aires de moins de 50 000 habitants,.

### Occupation des sols
L'occupation des sols de la commune, telle qu'elle ressort de la base de données européenne d’occupation biophysique des sols Corine Land Cover (CLC), est marquée par l'importance des forêts et milieux semi-naturels (67,9 % en 2018), en augmentation par rapport à 1990 (65,2 %). La répartition détaillée en 2018 est la suivante : 
forêts (25,6 %), espaces ouverts, sans ou avec peu de végétation (21,8 %), milieux à végétation arbustive et/ou herbacée (20,5 %), terres arables (17,6 %), zones agricoles hétérogènes (7,4 %), zones industrielles ou commerciales et réseaux de communication (1,9 %), zones urbanisées (1,7 %), cultures permanentes (1,7 %), eaux continentales (1,6 %), zones humides intérieures (0,1 %).
L'évolution de l’occupation des sols de la commune et de ses infrastructures peut être observée sur les différentes représentations cartographiques du territoire : la carte de Cassini (XVIIIe siècle), la carte d'état-major (1820-1866) et les cartes ou photos aériennes de l'IGN pour la période actuelle (1950 à aujourd'hui).

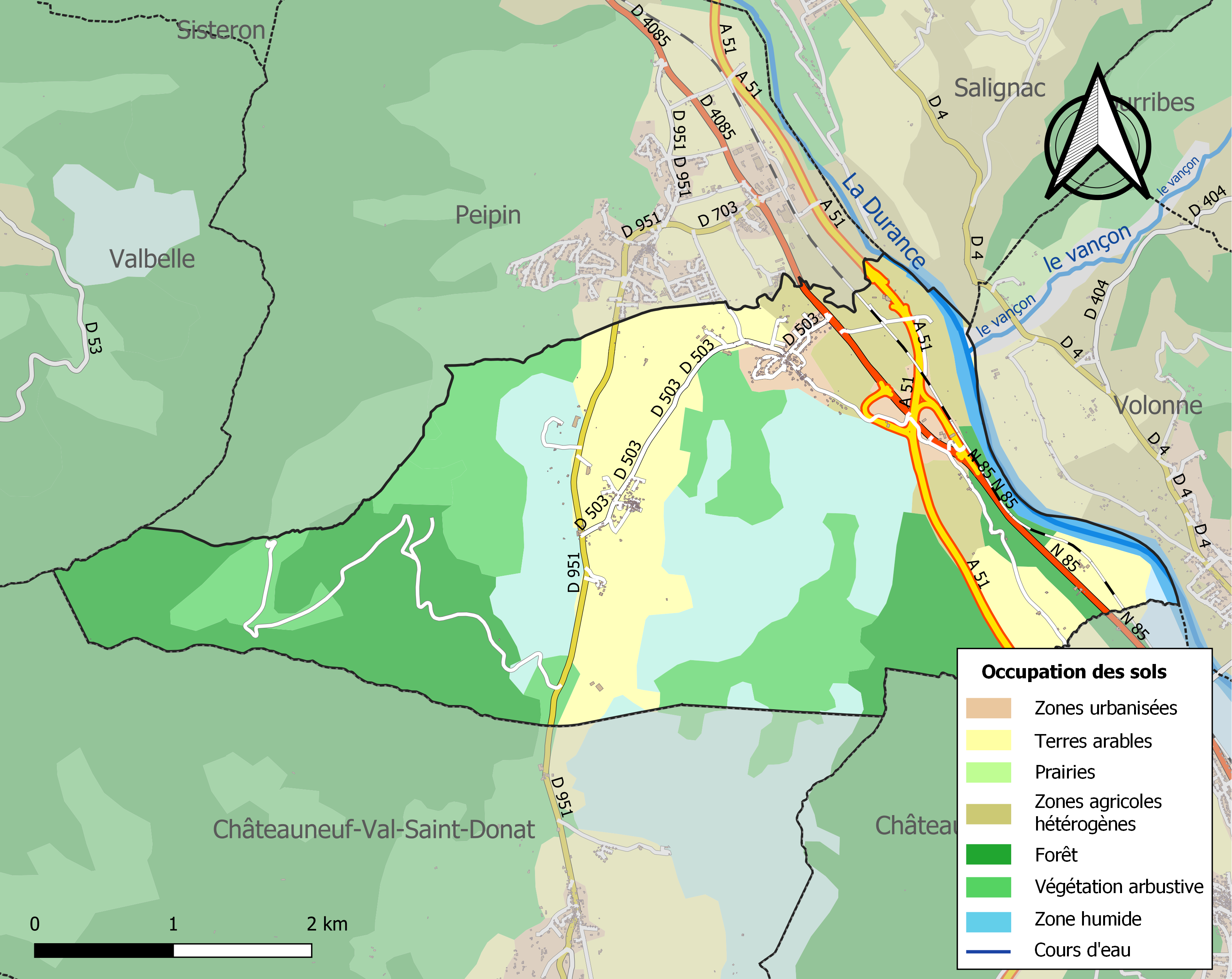
Carte de l'occupation des sols de la commune en 2018 (CLC).

## Toponymie

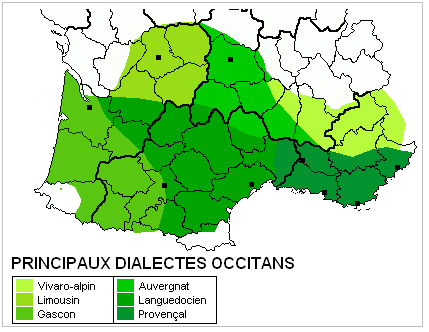
La montagne de Lure, frontière linguistique entre le provençal et le vivaro-alpin.

La commune se nomme Aubinhòsc en provençal classique et Lou Bignosc en provençal de norme mistralienne. La localité apparaît pour la première fois dans les textes en 1040 (de Albinosco). Le nom est formé du gentilice romain Albinus et du suffixe -osc,, et devient le Bignosc au XVIe siècle.
La toponymie de la commune est marquée à la fois par le caractère montagnard de la région, le climat méditerranéen et l’aire culturelle occitane. Le Chemin des Côtes qui monte sur la crête de Lure, limitrophe de Peipin, est ainsi le chemin qui monte sur les sommets. Voisin, le chemin de Plaine Longue est celui qui mène à un plateau situé en hauteur. On retrouve encore, près de la Ponchonnière (sommet pointu), les Côtes Chaudes (sommets). Le Pas des Bœufs signale un lieu de passage, un col sous sa forme dialectale occitane.
L’érosion, aggravée par la déforestation, arrache aux montagnes des cailloux qui s’accumulent au bas des pentes : ce genre d’aire engravée est appelée le Gravas (près du Forest) ; les Roubines font référence aux terres noires marneuses ou argileuses, les robines.
Les Ravins de la Romigière et des Buis sont nommés d’après la végétation : en occitan, la romigière est un espace où poussent des ronces.
L’occupation humaine et l’exploitation des terres ont donné lieu à plusieurs toponymes spécifiques : on a à Aubignosc plusieurs Grand-Champ, une Condamine qui est une terre seigneuriale, indivise et exempte de toute imposition ; le Forest est un hameau, non-pas forestier mais isolé du village. Enfin, l’élevage ovin a donné plusieurs jas (bergerie) : le Jas de Mathieu dans Lure, les Jas et le hameau du Jas dans le vallon du Forest.

## Histoire

### Préhistoire
Pendant le chantier de l’A51, un site préhistorique a été mis au jour aux Ponchonnières, occupé au chasséen, puis au néolithique final ou au chalcolithique (IIIe millénaire av. J.-C.). Le site était occupé par des éleveurs agriculteurs, qui y ont construit des cabanes d’environ 20 m2, le faîte étant à 4 ou 5 m de haut. Les troupeaux étaient surtout composés de petits ruminants (70 à 80 %) et de bœufs (environ 20 %). La consommation de la viande du troupeau était complétée par le ramassage de mollusques (escargots mais aussi 18 autres espèces). Les études anthracologiques ont permis de montrer que le bois utilisé pour les brasiers était du chêne (vert ou pubescent), ce qui montre que la forêt était encore assez largement présente à cette époque.

### Gaulois et période romaine
Dans l’Antiquité, le territoire d’Aubignosc fait partie de celui des Sogiontiques (Sogiontii), dont le territoire s’étend du sud des Baronnies à la Durance. Les Sogiontiques sont fédérés aux Voconces, et après la conquête romaine, ils sont rattachés avec eux à la province romaine de Narbonnaise. Au IIe siècle, ils sont détachés des Voconces et forment une civitas distincte, avec pour capitale Segustero (Sisteron). Une tombe antique a été retrouvée sur la commune en 1962.
Les travaux de l’A51 ont également permis de dégager des constructions gallo-romaines. Ces installations, situées aux Présidentes, correspondent à un village ou un petit bourg. Les habitants vivaient de l'agriculture, alors qu'un grand domaine, où a vécu un affranchi, Caius Iulius Thallus, se trouvait au village actuel d'Aubignosc. Ce Thallus, citoyen romain, est le plus ancien habitant connu d'Aubignosc. La qualité de la construction du village situé aux Présidentes est assez moyenne : les murs sont faits de galets, le liant est de la chaux simple.
Les Romains ont construit un temple à Sylvain, dont l'autel est remployé dans l’église comme base du bénitier.

### Moyen Âge
Alors que le sud-est de la Gaule était une terre burgonde, le roi des Ostrogoths Théodoric le Grand fait la conquête de la région entre la Durance, le Rhône et l’Isère en 510. La commune dépend donc brièvement à nouveau de l’Italie, jusqu’en 526. En effet, pour se réconcilier avec le roi burgonde Gondemar III, la régente ostrogothe Amalasonthe lui rend ce territoire.
Au Moyen Âge, la communauté d’Aubignosc relevait de la viguerie de Sisteron et l’abbaye de Cruis y possédait un prieuré. La communauté d'Aubignosc avait le privilège de ne pas payer la queste aux comtes de Provence (puis à leurs  successeurs, les rois de France) jusqu'à la Révolution.

### Période contemporaine
À la suite d’une querelle entre le curé et les paroissiens, une part importante de la communauté embrasse en masse le culte protestant.
En 1851, à la suite du coup d'État du 2 décembre de Louis-Napoléon Bonaparte, les pays de Sisteron, Forcalquier, Manosque développent une résistance pour défendre la République : 15 000 hommes en armes sont mobilisés. Les résistants prennent le contrôle de la préfecture à Digne, et forment un « Comité départemental de résistance ». L'armée, ralliée à Napoléon III, vient à bout de ce mouvement. Après l’échec de l’insurrection, une sévère répression poursuit ceux qui se sont levés pour défendre la République : 8 habitants d’Aubignosc sont traduits devant la commission mixte, la peine la plus courante étant la déportation en Algérie.
Comme de nombreuses communes du département, Aubignosc se dote d’écoles bien avant les lois Ferry : en 1863, elle en possède deux, installées au chef-lieu et au village du Forest, qui dispensent une instruction primaire aux garçons. Aucune instruction n’est donnée aux filles : ni la loi Falloux (1851), qui impose l’ouverture d’une école de filles aux communes de plus de 800 habitants, ni la première loi Duruy (1867), qui abaisse ce seuil à 500 habitants, ne concernent Aubignosc. La commune profite des subventions de la deuxième loi Duruy (1877) pour construire des écoles neuves qui remplacent les anciennes, mais ce n’est qu’avec les lois Ferry que les filles d’Allons sont régulièrement scolarisées.
Le département a connu dans plusieurs communes un important exode rural à partir des années 1850. La commune perd la moitié de sa population en un peu plus de cent ans.
La région est également touchée par les épisodes mortels régionaux ou nationaux : épidémies de choléra puis guerres mondiales (hommes morts au front durant la Première Guerre mondiale). Durant la Seconde Guerre mondiale, le département est occupé par l'Italie en 1942-1943[précision nécessaire], puis par l'Allemagne nazie jusqu'en août 1944. À cette date, la ville voisine de Sisteron est bombardée par les alliés dans le cadre du Débarquement de Provence. Elle et Digne sont libérées le 19 août 1944.
Jusqu’au milieu du XXe siècle, la vigne était cultivée à Aubignosc. Le vin produit, de qualité médiocre, était destiné à l’autoconsommation, une partie de la production revenant aux propriétaires sisteronais. Cette culture est aujourd’hui abandonnée.

## Politique et administration

### Administration municipale
De par sa taille, la commune dispose d'un conseil municipal de 15 membres (article L2121-2 du Code général des collectivités territoriales). Lors du scrutin de 2008, il n’y eut qu’un seul tour et René Avinens a été élu conseiller municipal avec le meilleur total de 234 voix, soit 66,10 % des suffrages exprimés. La participation a été de 83,29 %. Il a ensuite été nommé maire par le conseil municipal.

### Liste des maires
L'élection du maire est la grande innovation de la Révolution de 1789. De 1790 à 1795, les maires sont élus au suffrage censitaire pour 2 ans. De 1795 à 1800, il n’y a pas de maires, la commune se contente de désigner un agent municipal qui est délégué à la municipalité de canton.
En 1799-1800, le Consulat revient sur l'élection des maires, qui sont désormais nommés par le pouvoir central. Ce système est conservé par les régimes suivants, à l'exception de la Deuxième République (1848-1851). Après avoir conservé le système autoritaire, la Troisième République libéralise par la loi du 5 avril 1884 l'administration des communes : le conseil municipal, élu au suffrage universel, élit le maire en son sein.
| Période                                  | Période                       | Identité      | Étiquette | Qualité                                                      |
| ---------------------------------------- | ----------------------------- | ------------- | --------- | ------------------------------------------------------------ |
| 1930                                     | 1958                          | Élie Magnan   |           |                                                              |
| 1958                                     | 1972                          | Arthur Silve  |           |                                                              |
| 1973                                     | 1983                          | Emile Arbouet |           |                                                              |
| 1983                                     | mars 2008                     | Vincent Ponce | UMP       |                                                              |
| mars 2008                                | En cours (au 21 octobre 2014) | René Avinens, | DVD       | Agriculteur retraité, président de la communauté de communes |
| Les données manquantes sont à compléter. |                               |               |           |                                                              |

Monuments aux morts de la commune.
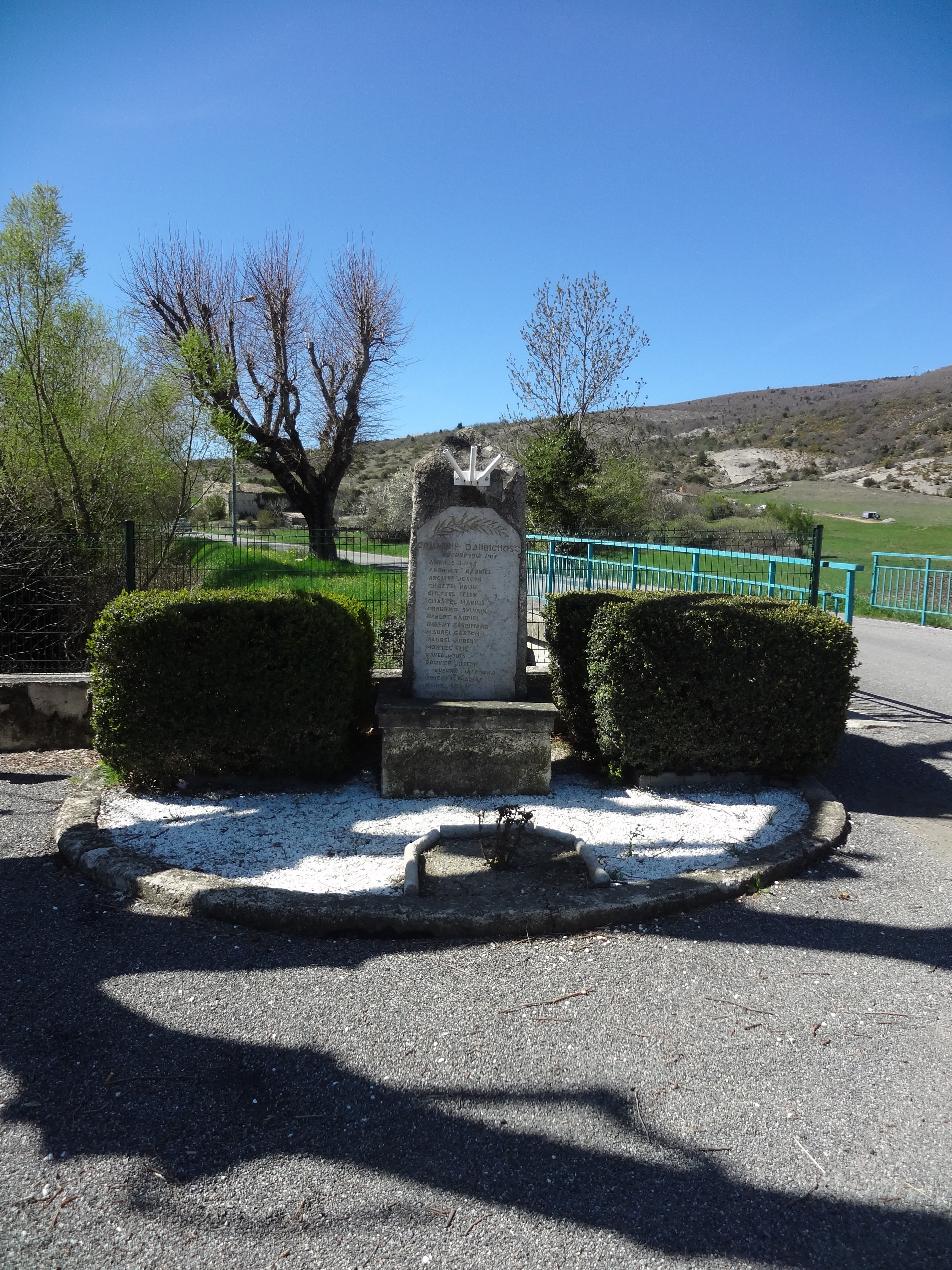
Monument des deux guerres mondiales au Forest.
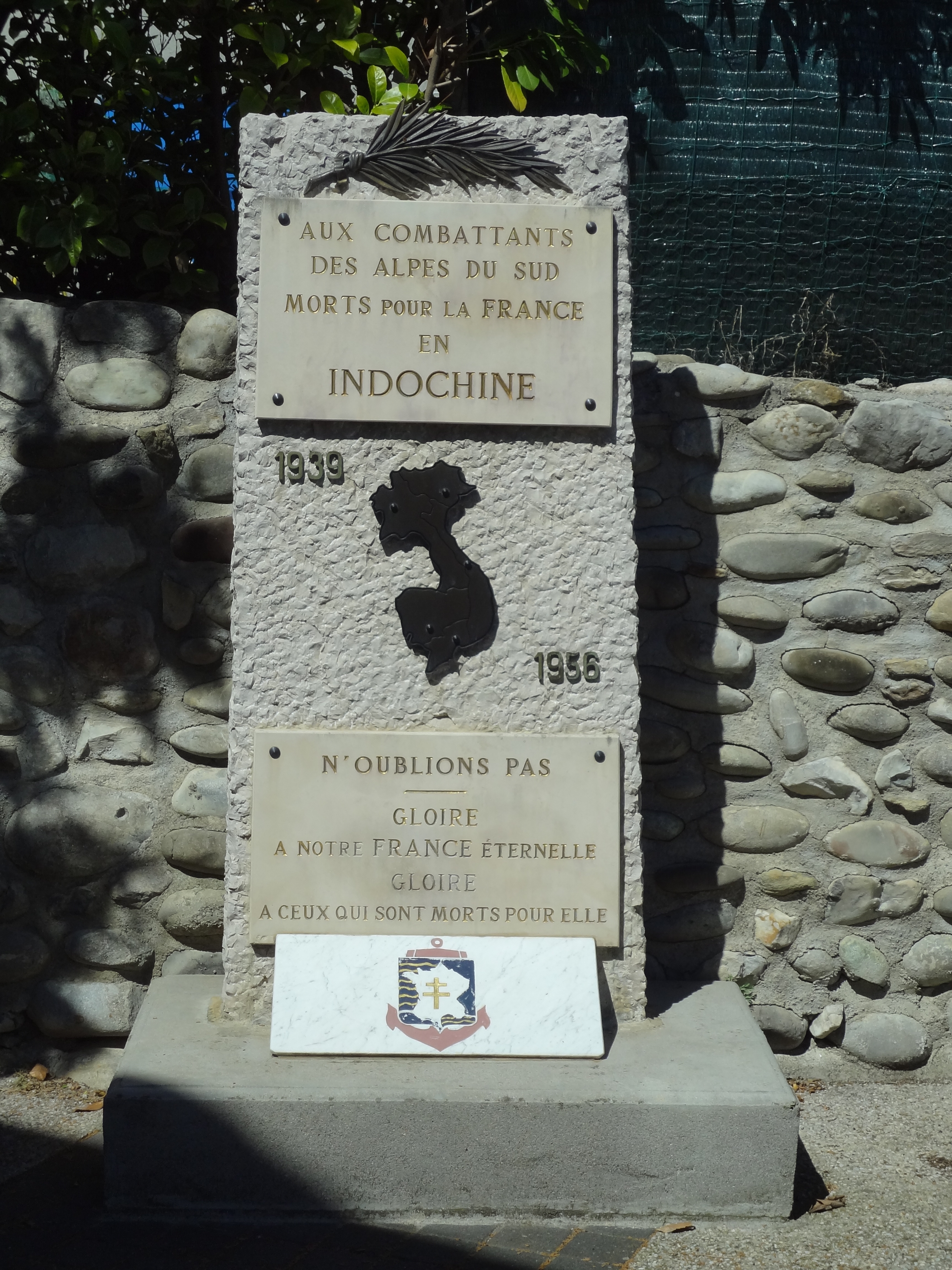
Monument aux morts de la guerre d'Indochine (mairie).
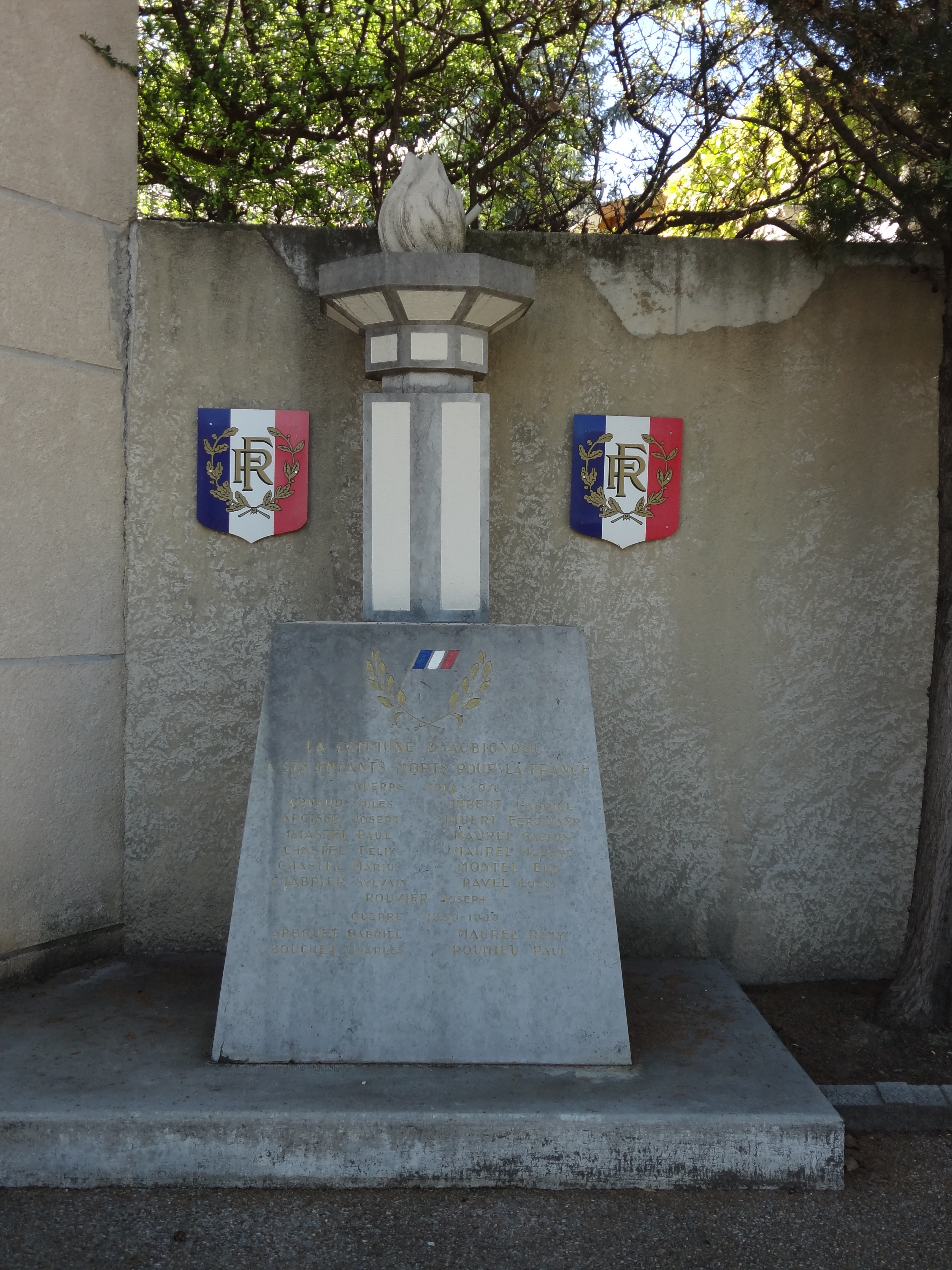
Monuments aux morts des deux guerres mondiales (pour chaque guerre, la liste diffère d’un nom du précédent).

### Intercommunalité
Aubignosc fait partie :
- de 2005 à 2017, de la communauté de communes Lure-Vançon-Durance ;
- depuis le 1er janvier 2017, de la communauté de communes Jabron Lure Vançon Durance.

### Instances administratives et juridiques
Aubignosc est une des neuf communes de l'ancien canton de Volonne qui totalisait 11 886 habitants en 2012. Le canton a fait partie de l’arrondissement de Sisteron du 17 février 1800 au 10 septembre 1926, date de son rattachement à l'arrondissement de Forcalquier, et de la deuxième circonscription des Alpes-de-Haute-Provence. Aubignosc a fait partie du canton de Volonne depuis 1793 à 2015 ; à la suite du redécoupage des cantons du département, la commune est rattachée au canton de Château-Arnoux-Saint-Auban.
Aubignosc fait partie des juridictions d’instance de Forcalquier, de la prud'homale de Manosque, et de grande instance de Digne-les-Bains.

### Fiscalité
| Taxe                                        | Part communale | Part intercommunale | Part départementale | Part régionale |
| ------------------------------------------- | -------------- | ------------------- | ------------------- | -------------- |
| Taxe d'habitation                           | 1,27 %         | 0,00 %              | 5,53 %              | 0,00 %         |
| Taxe foncière sur les propriétés bâties     | 15,39 %        | 0,00 %              | 14,49 %             | 2,36 %         |
| Taxe foncière sur les propriétés non bâties | 46,49 %        | 0,00 %              | 47,16 %             | 8,85 %         |
| Taxe professionnelle                        | 0,00 %         | 13,26 %             | 10,80 %             | 3,84 %         |

La part régionale de la taxe d'habitation n'est pas applicable.
La taxe professionnelle est remplacée en 2010 par la cotisation foncière des entreprises (CFE) portant sur la valeur locative des biens immobiliers et par la contribution sur la valeur ajoutée des entreprises (CVAE) (les deux formant la contribution économique territoriale (CET) qui est un impôt local instauré par la loi de finances pour 2010).

## Population et société

### Démographie
Les habitants sont nommés les Aubignoscais,.
L'évolution du nombre d'habitants est connue à travers les recensements de la population effectués dans la commune depuis 1765. Pour les communes de moins de 10 000 habitants, une enquête de recensement portant sur toute la population est réalisée tous les cinq ans, les populations de référence des années intermédiaires étant quant à elles estimées par interpolation ou extrapolation. Pour la commune, le premier recensement exhaustif entrant dans le cadre du nouveau dispositif a été réalisé en 2004.
En 2022, la commune comptait 624 habitants, en évolution de +6,48 % par rapport à 2016 (Alpes-de-Haute-Provence : +2,84 %, France hors Mayotte : +2,11 %).
En 1471, Aubignosc comptait 26 feux.
| 1765 | 1793 | 1800 | 1806 | 1821 | 1831 | 1836 | 1841 | 1846 |
| ---- | ---- | ---- | ---- | ---- | ---- | ---- | ---- | ---- |
| 264  | 276  | 333  | 315  | 329  | 239  | 353  | 356  | 348  |

| 1851 | 1856 | 1861 | 1866 | 1872 | 1876 | 1881 | 1886 | 1891 |
| ---- | ---- | ---- | ---- | ---- | ---- | ---- | ---- | ---- |
| 343  | 349  | 337  | 330  | 361  | 311  | 324  | 259  | 269  |

| 1896 | 1901 | 1906 | 1911 | 1921 | 1926 | 1931 | 1936 | 1946 |
| ---- | ---- | ---- | ---- | ---- | ---- | ---- | ---- | ---- |
| 262  | 253  | 225  | 196  | 182  | 201  | 169  | 168  | 200  |

| 1954 | 1962 | 1968 | 1975 | 1982 | 1990 | 1999 | 2004 | 2006 |
| ---- | ---- | ---- | ---- | ---- | ---- | ---- | ---- | ---- |
| 178  | 169  | 192  | 262  | 286  | 403  | 428  | 532  | 559  |

| 2009 | 2014 | 2019 | 2022 | - | - | - | - | - |
| ---- | ---- | ---- | ---- | - | - | - | - | - |
| 547  | 561  | 605  | 624  | - | - | - | - | - |

L'histoire démographique d'Aubignosc, après le long mouvement de croissance jusqu'au début du XIXe siècle, est marquée par une période d'« étale » où la population reste relativement stable à un niveau élevé. Cette période occupe la majeure partie du siècle, et ne s'interrompt qu'après 1882. L'exode rural commence donc tardivement à Aubignosc, mais provoque néanmoins un mouvement de recul démographique rapide. Dès 1921, la commune enregistre la perte de la moitié de sa population du maximum historique de 1872, ce qui moins rapide que pour les communes de montagne. Le mouvement de recul se poursuit jusqu'aux années 1960, et s'inverse dans les années 1970. Depuis, la population a dépassé ses plus hauts niveaux.

### Enseignement

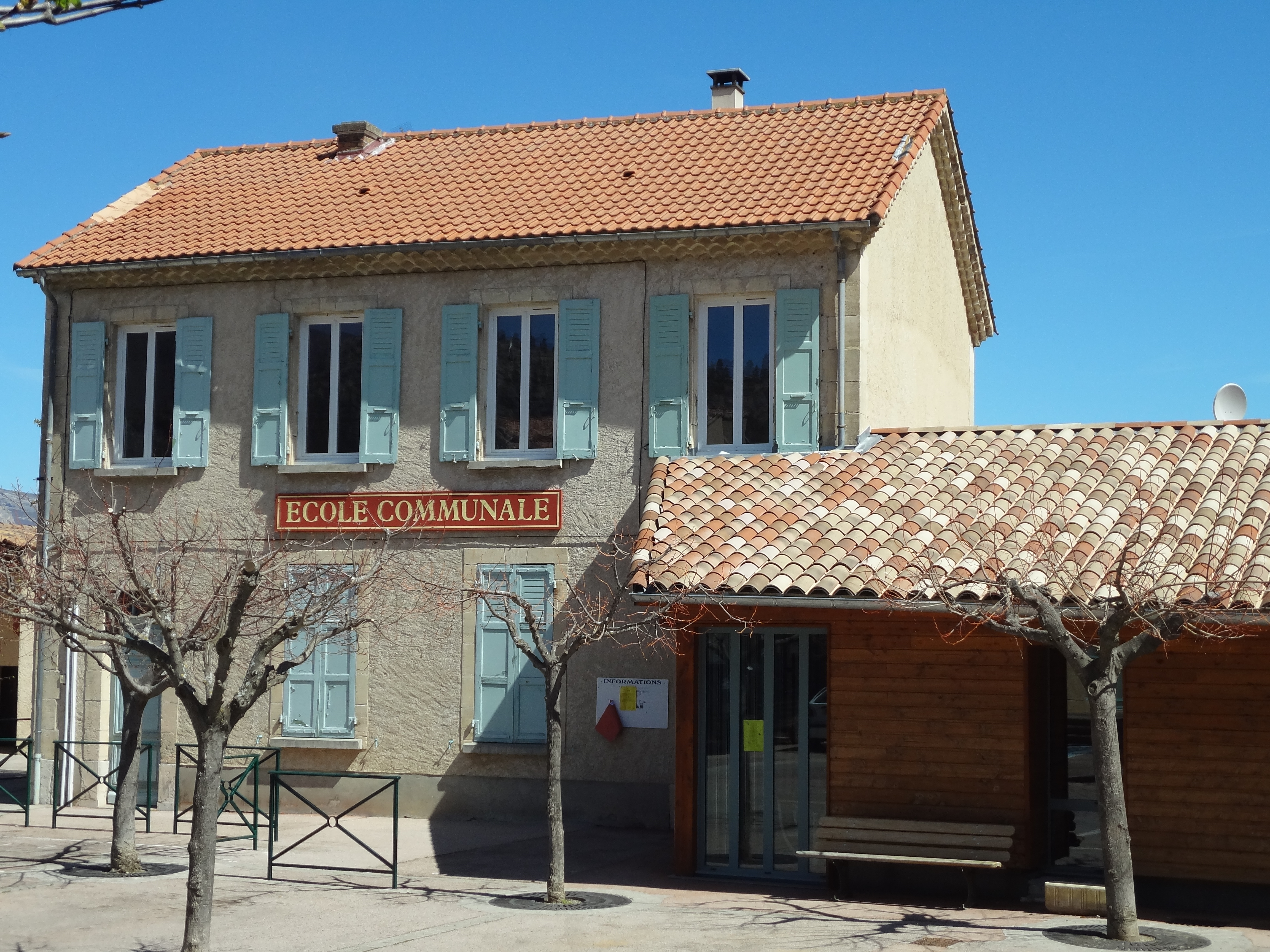
École rénovée d’Aubignosc.

La commune dispose d’une école primaire publique, ; la 4e classe a fermé en 2010, date à laquelle on comptait 64 enfants, mais il existe néanmoins une cantine et une garderie.

### Santé
Il n'y a pas de médecin à Aubignosc, le plus près est à Peipin (1,16 km), deux autres à Volonne (4,14 km) et d'autres à Château-Arnoux (4,81 km). Les pharmacies les plus proches sont aussi à Peipin ou Volonne.
Aubignosc dépend du centre hospitalier de Sisteron.

### Sports
Un terrain sportif se situe en limite communale, à cheval entre Aubignosc et Peipin.

### Cultes
Avant de faire partie du canton de Volonne, Aubignosc faisait partie du diocèse et de la viguerie de Sisteron.

## Économie

### Aperçu général
En 2009, la population active s'élevait à 271 personnes, dont 20 chômeurs (31 fin 2011). Ces travailleurs sont majoritairement salariés (78 %) et travaillent majoritairement hors de la commune (81 %). L'essentiel des actifs de la commune sont employés dans les services et l'administration, à 65 %, le secteur de la construction représentant à lui seul près d’un tiers de l’emploi salarié.
Au 1er janvier 2011, les établissements actifs dans la commune sont principalement des commerces et des services (25 des 64 établissements), et des entreprises du secteur de la construction (13 sur 64).
Un sentier équestre y passe ; il existe un tourisme local, et quelques structures associées comme un restaurant, la Magnanerie.

### Agriculture

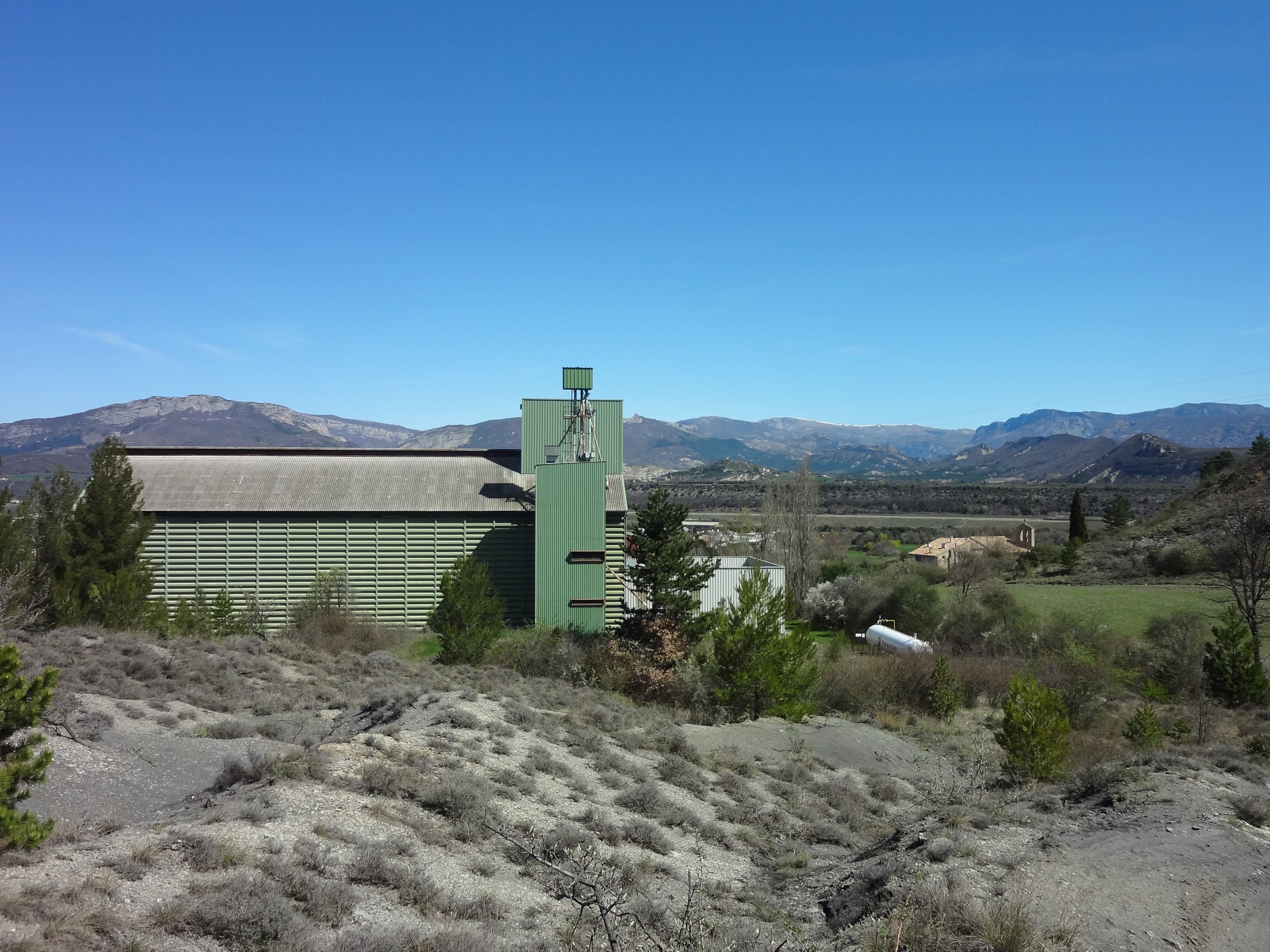
Bâtiment de la coopérative.

Une importante coopérative agricole est présente sur la commune.
Fin 2010, le secteur primaire (agriculture, sylviculture, pêche) comptait 12 établissements.
Le nombre d’exploitations, selon l’enquête Agreste du ministère de l’Agriculture, est resté stable dans les années 2000, à 7 exploitations professionnelles, dont 3 exploitations en polyculture. Par contre, la surface agricole utile (SAU) a fortement régressé dans la même période, passant de 1051 à 483 ha, chiffre qui reste supérieur à celui de 1988 quand la surface agricole utilisée n’était plus que de 314 ha.

#### Labels
La commune d'Aubignosc est incluse dans le périmètre d’attribution de quatre labels Appellation d'origine contrôlée (AOC) (dont l’Huile essentielle de lavande de Haute-Provence et le Banon) et de neuf labels Indication géographique protégée (IGP) (pommes des Alpes de Haute-Durance, miel de Provence, agneau de Sisteron).
La culture de l’olivier est pratiquée dans la commune depuis des siècles, tout en étant limitée à des surfaces restreintes. Le terroir de la commune se situe en effet à la limite altitudinale de l’arbre, qui ne peut que difficilement être exploité au-delà des 650 mètres. Actuellement[Quand ?], l’oliveraie communale s’étend sur 22 ha et compte 1 600 pieds. L’huile produite à partir des olives récoltées dans la commune bénéficie des AOC huile d’olive de Provence et huile d’olive de Haute-Provence.
Parmi les labels couvrant la commune, ceux concernant le vin (alpes-de-Haute-Provence (VDP) blanc, rouge et rosé et VDP de Méditerranée blanc, rouge et rosé) ne sont pas utilisés, la vigne n’étant pas cultivée pour une production commerciale dans la commune.

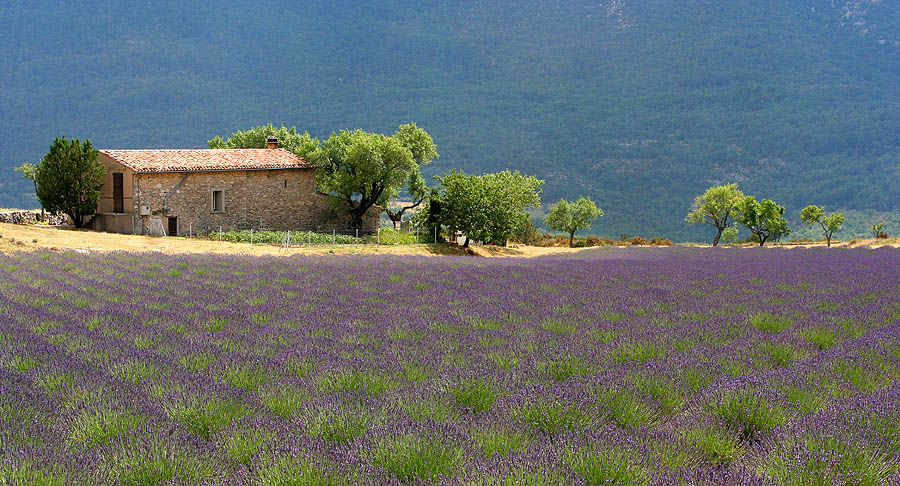
Champ de lavande.
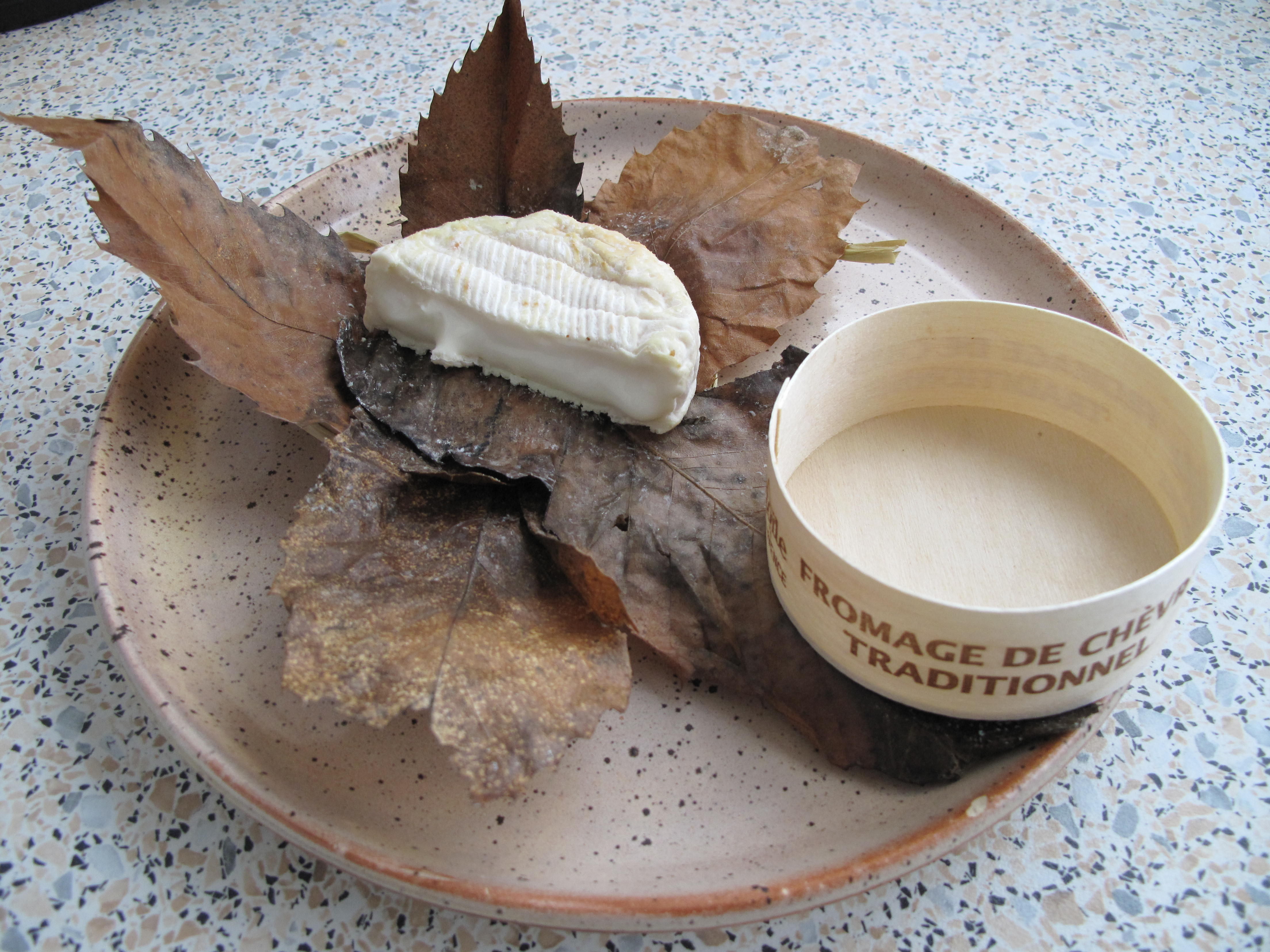
Fromage AOC banon.
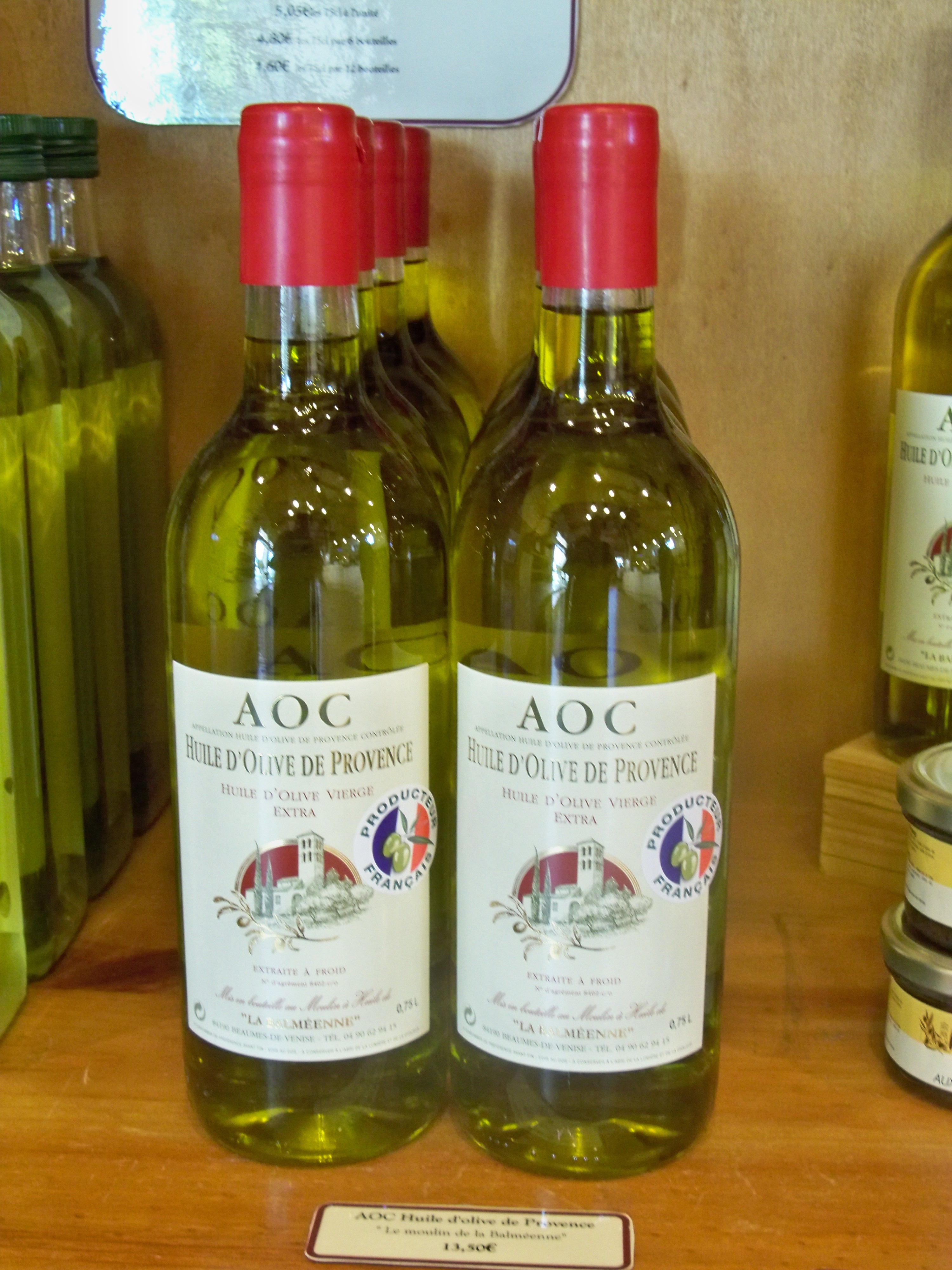
Huile de Provence AOC.
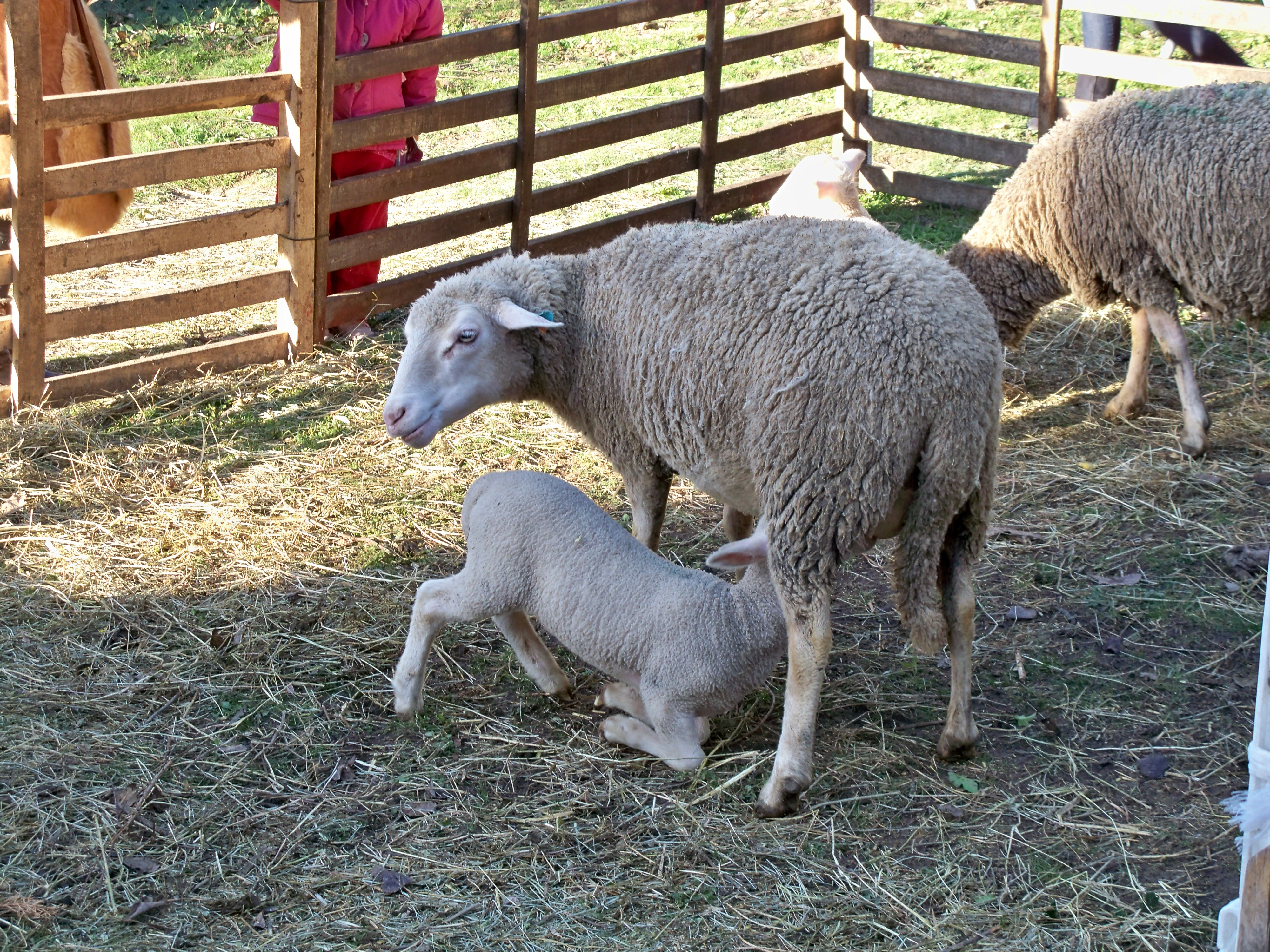
Agneau de Sisteron élevé sous sa mère.
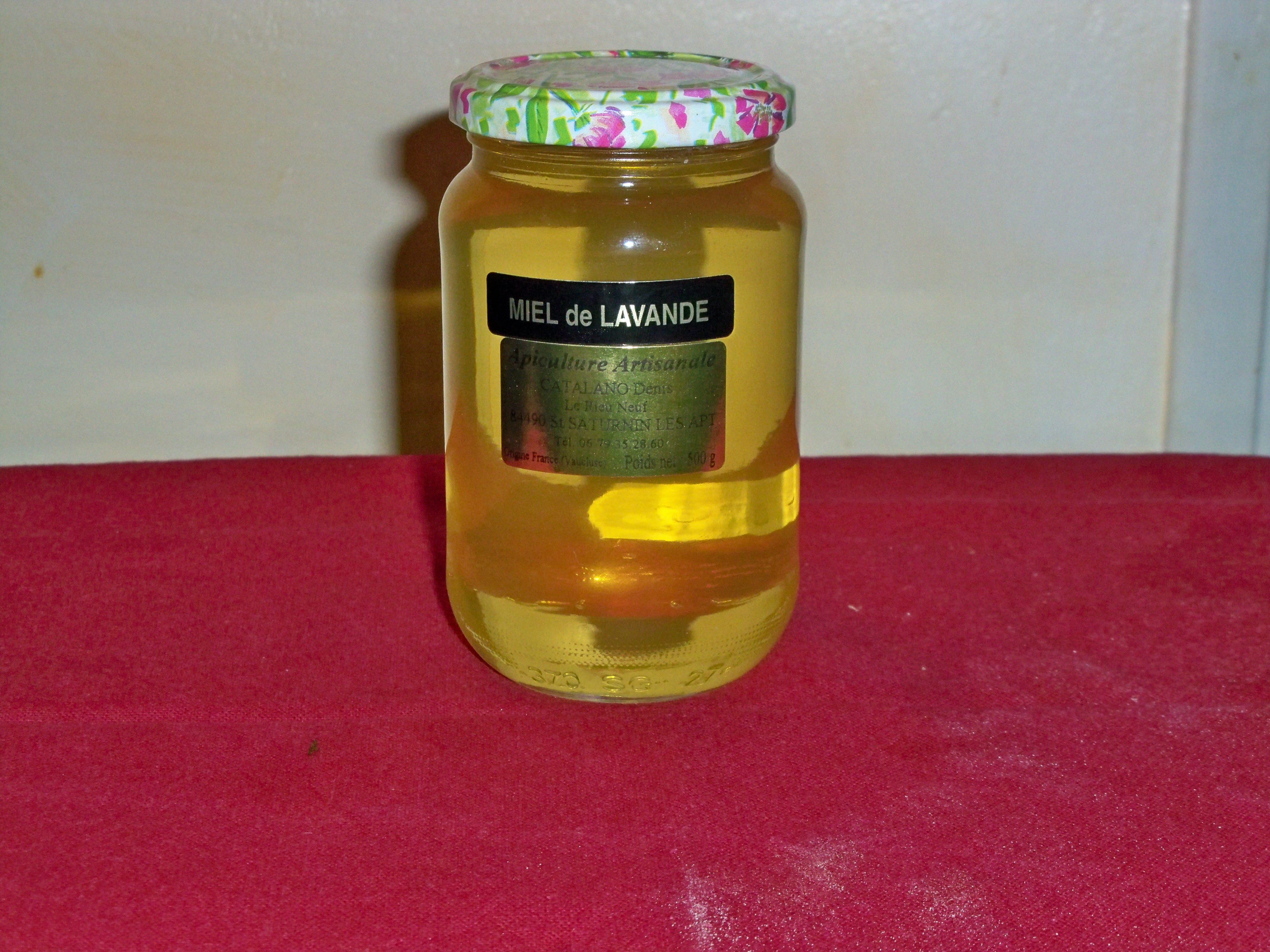
Miel de lavande.
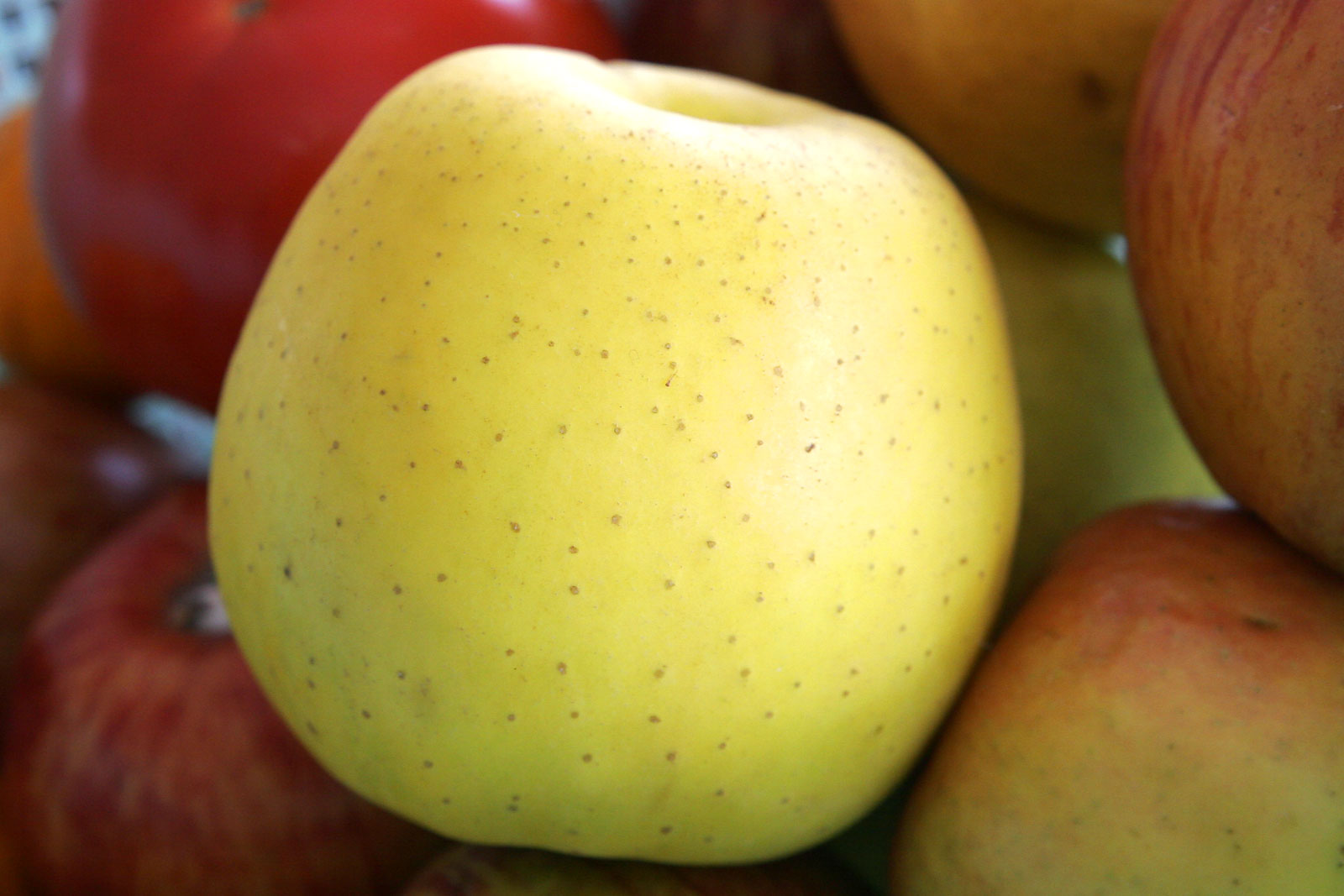
Golden et gala.

La culture de la lavande, désormais mécanisée et bénéficiant d’un marché organisé et d'une AOC pour l’« huile essentielle de lavande de Haute-Provence » depuis 1981, n’a pas vu sa production relancée dans la région[Par exemple ?].
Le lait produit dans les élevages de chèvre de races provençale, rove et alpine peut servir à la fabrication du fromage d’appellation banon AOC, comme dans 111 autres communes des Alpes-de-Haute-Provence[Par exemple ?].
L’agneau de Sisteron est une appellation label rouge protégée depuis 3 janvier 2005,[Par exemple ?].
Le miel de Provence est protégé par un label rouge associé à une indication géographique protégée, tant pour le miel toutes fleurs que pour le miel de lavande et lavandin[Par exemple ?].
Les pommes des Alpes de Haute-Durance ont obtenu une Indication géographique protégée en 2010[Par exemple ?].

### Industrie
Fin 2010, le secteur secondaire (industrie et construction) comptait 20 établissements, employant 31 salariés.
Une carrière exploitée par Carrières et ballastières des Alpes transforme le calcaire en granulats.

### Activités de service
Fin 2010, le secteur tertiaire (commerces, service) comptait 25 établissements (avec 32 emplois salariés), auxquels s'ajoutent les sept établissements administratifs (salariant 29 personnes).
D'après l'Observatoire départemental du tourisme, la fonction touristique est secondaire pour la commune, avec moins de 1 touriste accueilli par habitant. La commune compte néanmoins plusieurs structures d'hébergement à finalité touristique :
- au moins un hôtel en 2007[98] (classé deux étoiles[99]). Il ne dispose toutefois que de 9 chambres[100] ;
- la commune compte également une petite offre de meublés[101].

Les résidences secondaires ont une importance marginale, avec 16 unités, sur les 260 logements de la commune.

## Culture locale et patrimoine

### Lieux et monuments
L’église Saint-Julien, datée de 1662, comporte une nef double et une abside voûtée en cul-de-four. Le bâtiment rectangulaire y attenant, comporte quelques pierres de taille, qui peuvent être des remplois d’une ancienne église. Elle abrite une peinture de la Vierge à l’Enfant entre saint Roch et saint Ignace de Loyola, peinture classée monument historique au titre objet.
L’église de la Nativité-de-la-Vierge (1754) se trouve au Forest (qui veut dire hameau).

Monuments d’Aubignosc.
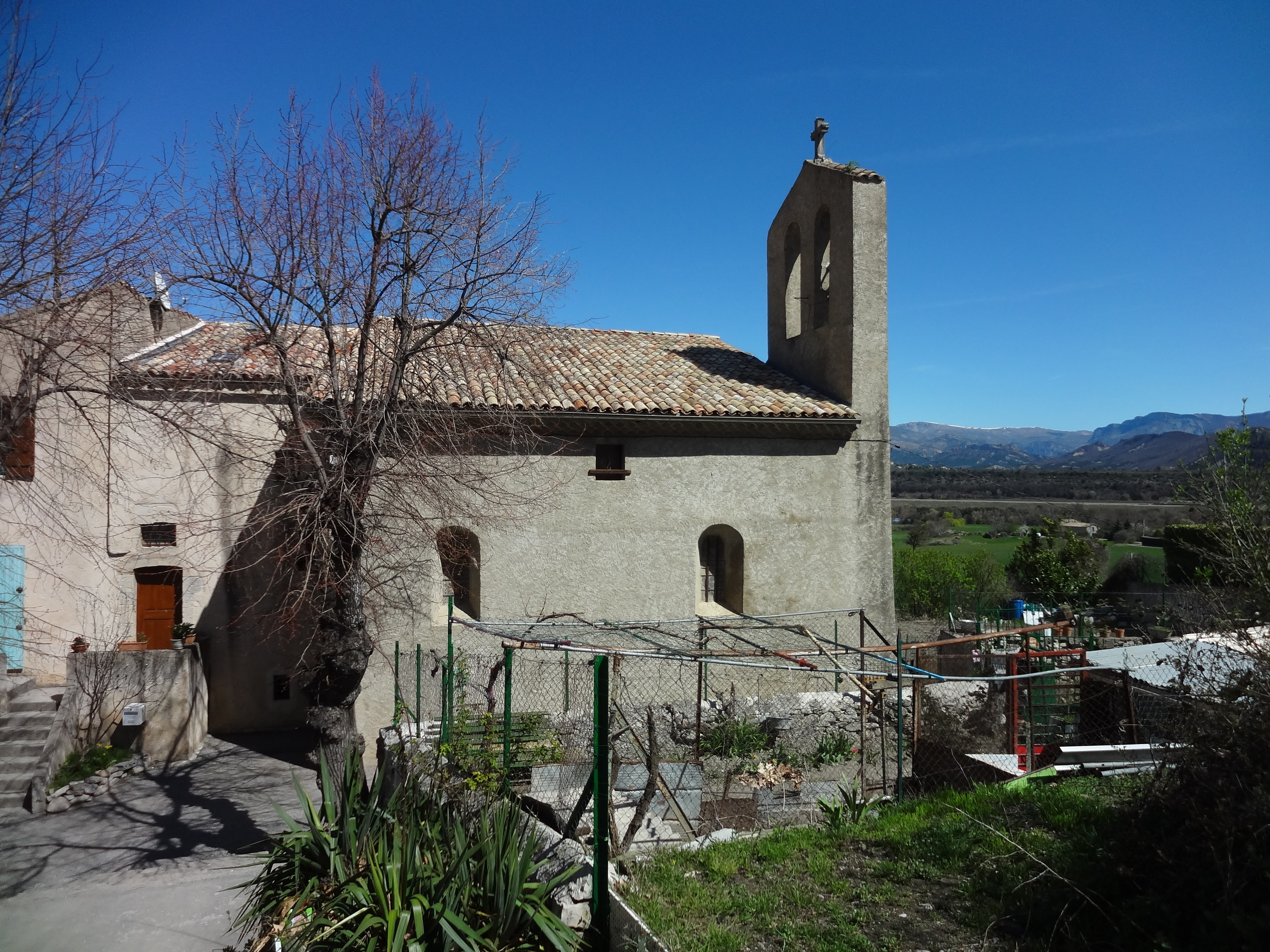
Église paroissiale.
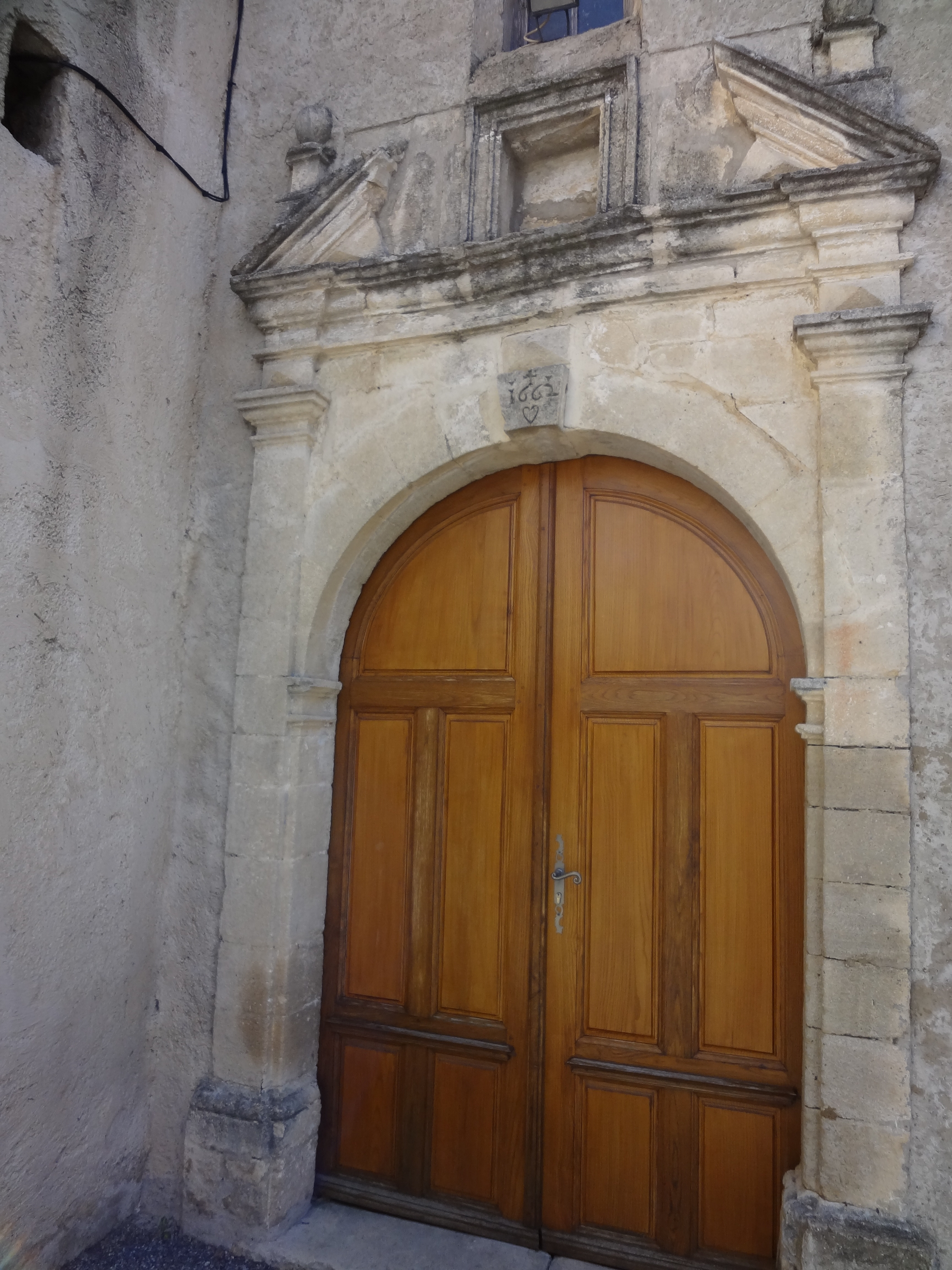
Portail de l’église paroissiale.
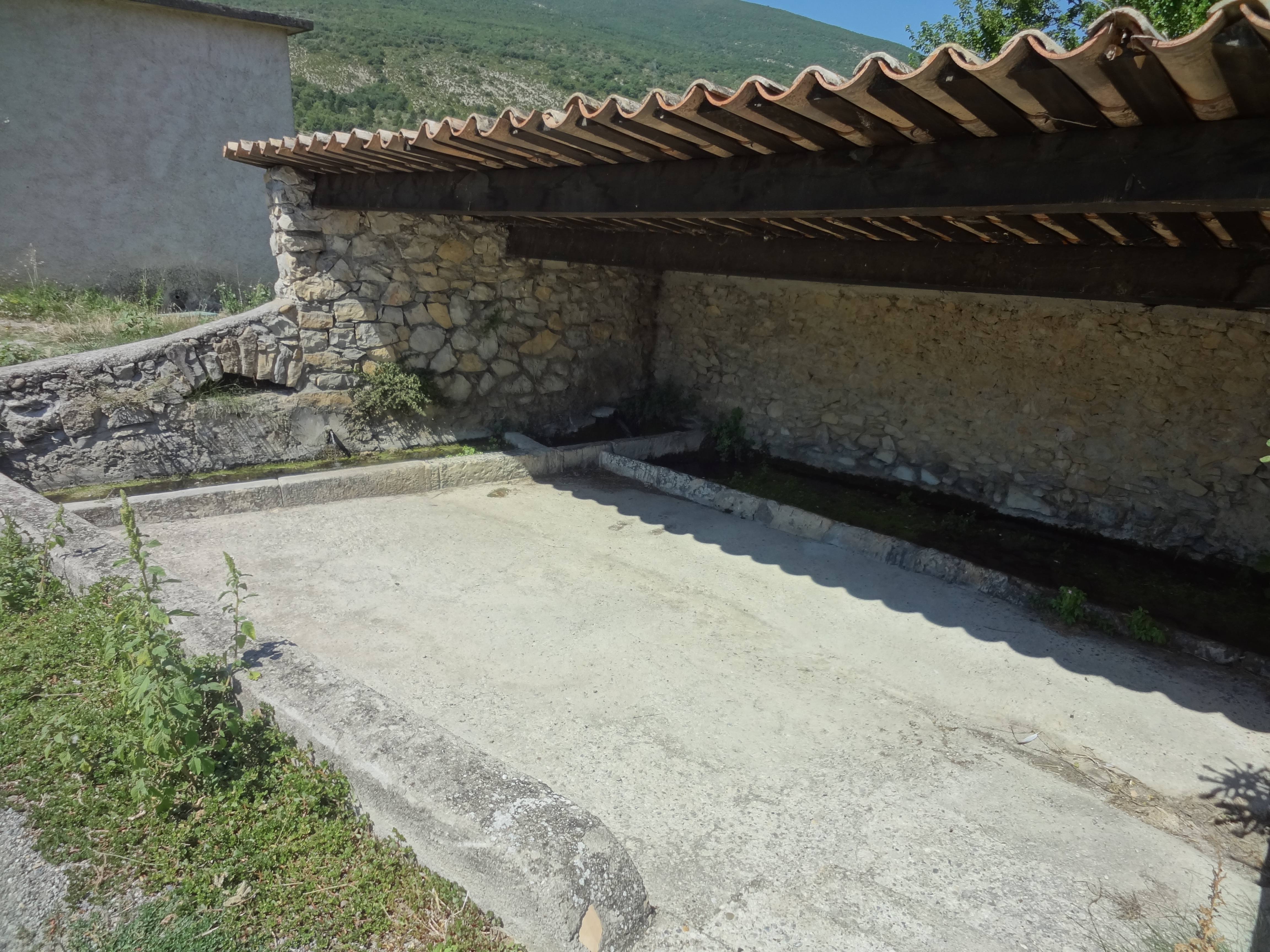
Lavoir ancien au hameau du Forest.
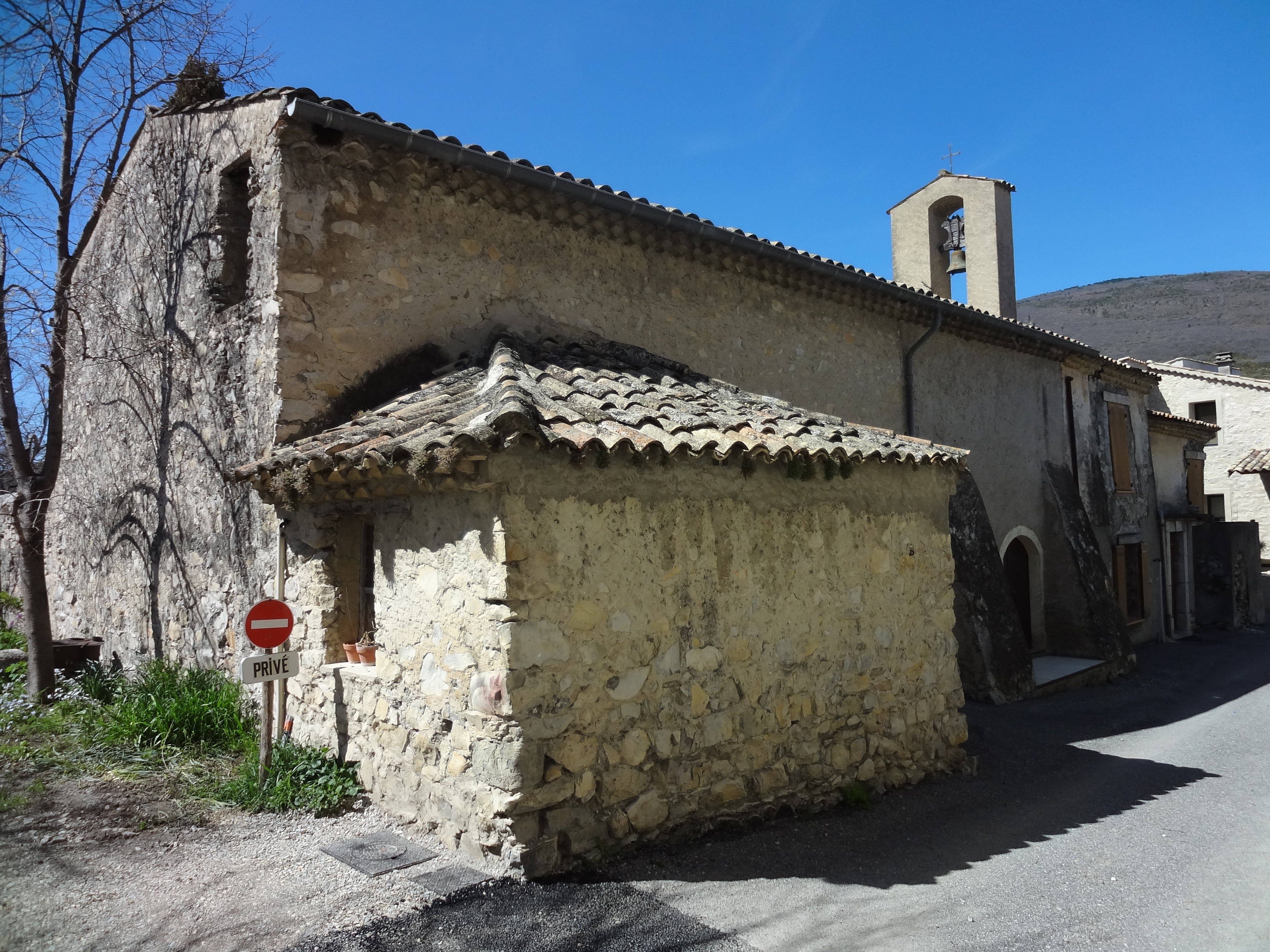
Église de la Nativité-de-la-Vierge, au Forest.

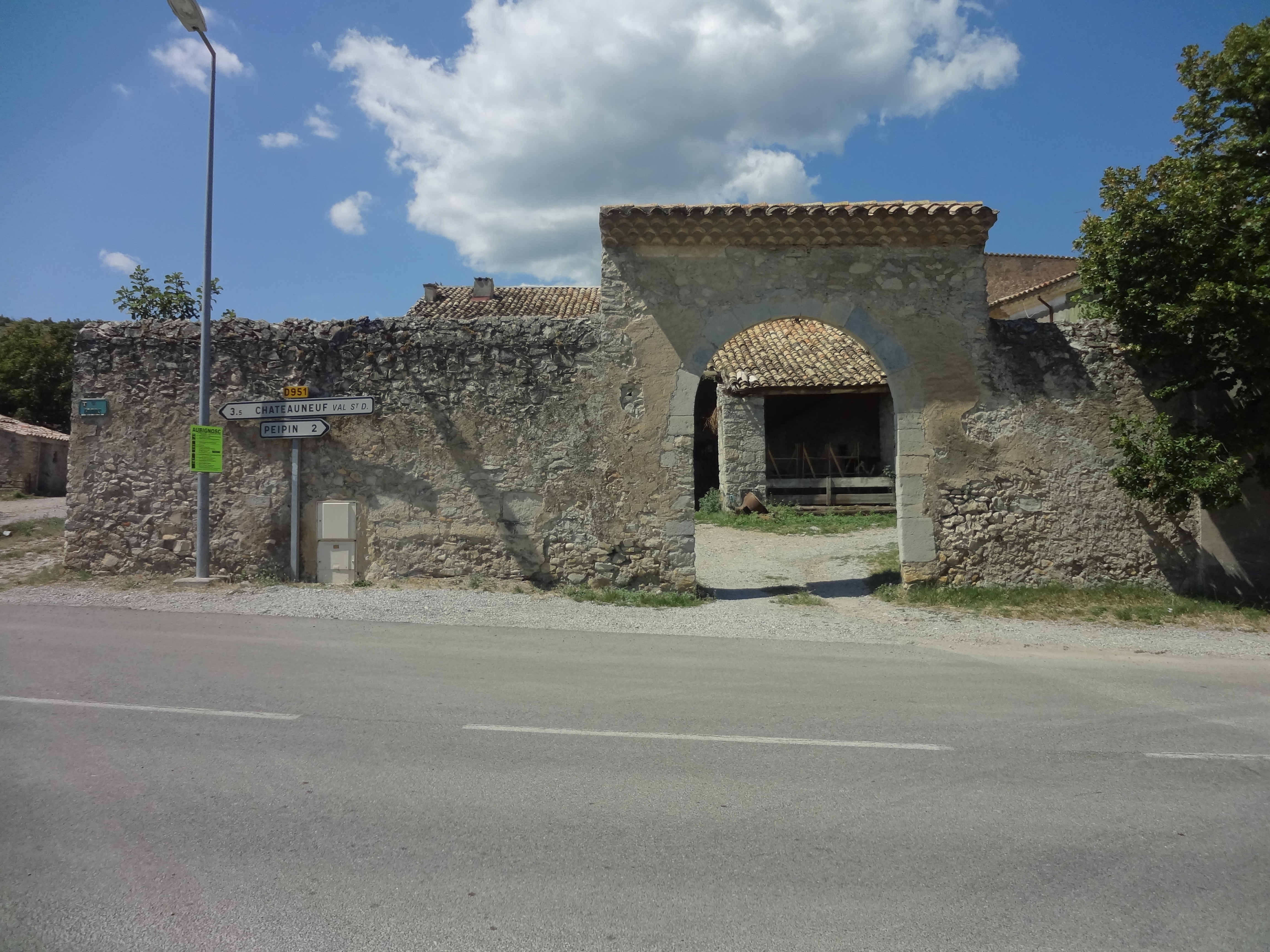
Portail du Gravas.

Au Gravas, se trouve une demeure noble, ornée d’une tour appelée bastide et qui possédait une glacière à la fin du XVIIe siècle. Au Forest, on trouve une maison de style Renaissance qui a pu être le prieuré.
La coopérative agricole (1983) a fait l’objet d’une enquête thématique par la DRAC.

### Héraldique
| Blason de Aubignosc | Blason  | De gueules à une tour d’or terminée en pointe et maçonnée de sable.                                                  |
| Blason de Aubignosc | Détails | Ces armoiries sont utilisées sur les plaques de rues et lieux-dits. Le statut officiel du blason reste à déterminer. |